# Dryobius miocenicus
Dryobius miocenicus är en skalbaggsart som beskrevs av William Beutenmüller och Cockerell 1908. Dryobius miocenicus ingår i släktet Dryobius och familjen långhorningar. Inga underarter finns listade i Catalogue of Life.